# Aleurolobus osmanthi
Aleurolobus osmanthi es un hemíptero de la familia Aleyrodidae, con una subfamilia: Aleyrodinae.
Fue descrita científicamente por primera vez por Young en 1944.